# Esteban Gil Borges
Esteban Gil Borges (Caracas, Venezuela, 8 de febrero de 1879-Ibídem, 3 de agosto de 1942) fue un abogado y diplomático venezolano que prestó servicio como canciller de la república durante los gobiernos de Juan Vicente Gómez y Eleazar López Contreras. Además, se desempeñó como profesor en la Universidad Central de Venezuela, casa de estudios en la que se tituló en Derecho y como Doctor en Ciencias Políticas. En su ejercicio como Ministro de Relaciones Exteriores negoció el Tratado de Límites con Colombia, que puso fin al diferendo limítrofe binacional.

## Trayectoria
Esteban Gil Borges inició su carrera en el servicio diplomático venezolano tras titularse como Doctor en Ciencias Políticas en 1898 en la UCV, alma mater en la que previamente cursó la licenciatura en Derecho. Fue profesor de la misma universidad en la cátedra de historia del derecho y se desempeñó como Presidente de la Corte Suprema de Justicia del Distrito Federal.
En 1915 participa de la fundación de la Academia Nacional de las Ciencias Políticas y un año más tarde fue nombrado miembro de la Academia Nacional de la Lengua de Venezuela. 

### Servicio diplomático
En sus primeros años en la Cancillería, Gil Borges sirvió como secretario en la Legación venezolana en Washington, así como consejero en la representación de Caracas en París y encargado de negocios en la de Madrid.
Tras su retorno a Venezuela, empezó a ejercer como consultor jurídico del mismo Ministerio, cargo en el que atendió el diferendo limítrofe con Colombia, entre otros asuntos. Gil Borges se desempeñó como embajador de Venezuela en España entre 1910 y 1918. El 2 de enero de 1919 es designado canciller por el general Juan Vicente Gómez. Durante su gestión fue enviado a Nueva York para dar unas palabras en un acto con motivo de la inauguración de la estatua de Simón Bolívar en esa ciudad sin nombrar ni una sola vez al general Gómez, para desacreditarlo y obligarlo a renunciar. Dicho discurso precipitó su destitución del cargo en 1921, tras rumores que lo acusaban como traidor al General Gómez , quien gobernaba el país. Posteriormente ejerció el derecho en el escritorio de abogados Breckenridge and Long, en los Estados Unidos, luego pasó a trabajar en la Unión Panamericana, predecesora de la OEA. 
Tiempo después,en 1933 el Canciller Pedro Itriago Chacín y el diplomático Caracciolo Parra Pérez impulsaron la candidatura de Gil Borges para ser magistrado de la Corte Penal Internacional, sin éxito. En 1936 regresó a Caracas para ejercer por segunda vez el cargo de Canciller. En su gestión se dedica a la promoción de los productos venezolanos de exportación en Europa, además de preparar la postura de Venezuela frente a la Segunda Guerra Mundial. En virtud del conflicto armado representó a Venezuela en la Conferencia de Buenos Aires para la consolidación de la paz (1936), la VII Conferencia Interamericana de Lima (1938), y la Reunión de Consulta de Cancilleres Americanos en Panamá (1939).
En marzo de 1941 firmó el Tratado de Límites con Colombia que zanjó las diferencias en materia limítrofe, poco tiempo después sale del cargo pero se mantiene como asesor de la Cancillería.

### Muerte y legado
Murió el 3 de agosto de 1942 en Caracas. 
En la urbanización Los Dos Caminos del municipio Sucre de Caracas se encuentra un liceo que lleva su nombre y en el municipio libertador en la pastora se encuentra un colegio de primaria con su nombre de igual manera.
| Predecesor: Bernardino Mosquera  | 147°Ministro de Relaciones Exteriores de Venezuela 2 de enero de 1919-7 de julio de 1921   | Sucesor: Pedro Itriago Chacín   |
| Predecesor: Pedro Itriago Chacín | 149°Ministro de Relaciones Exteriores de Venezuela 17 de febrero de 1936-5 de mayo de 1941 | Sucesor: Caracciolo Parra Pérez |